# 新假期

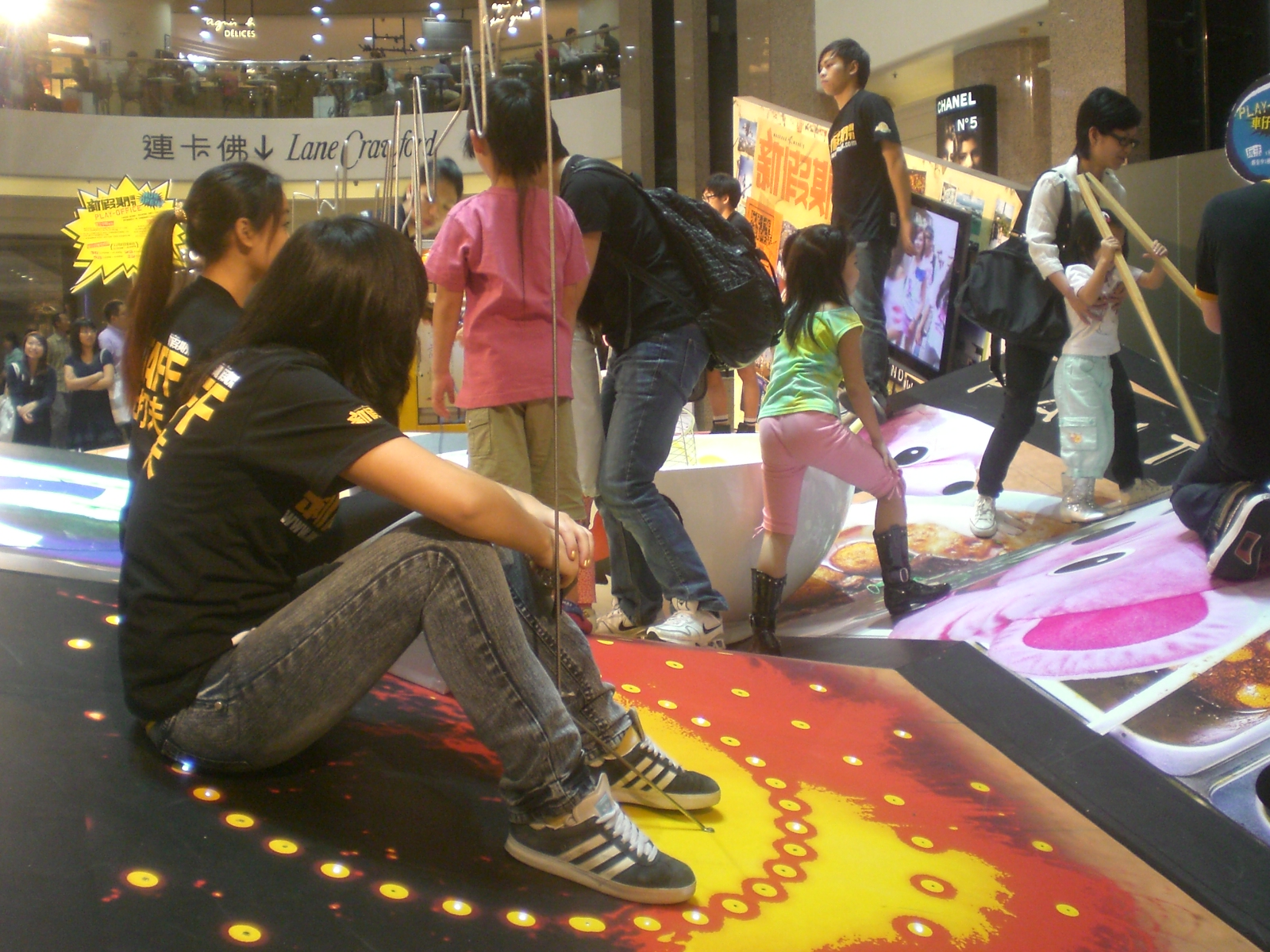
新假期展覽

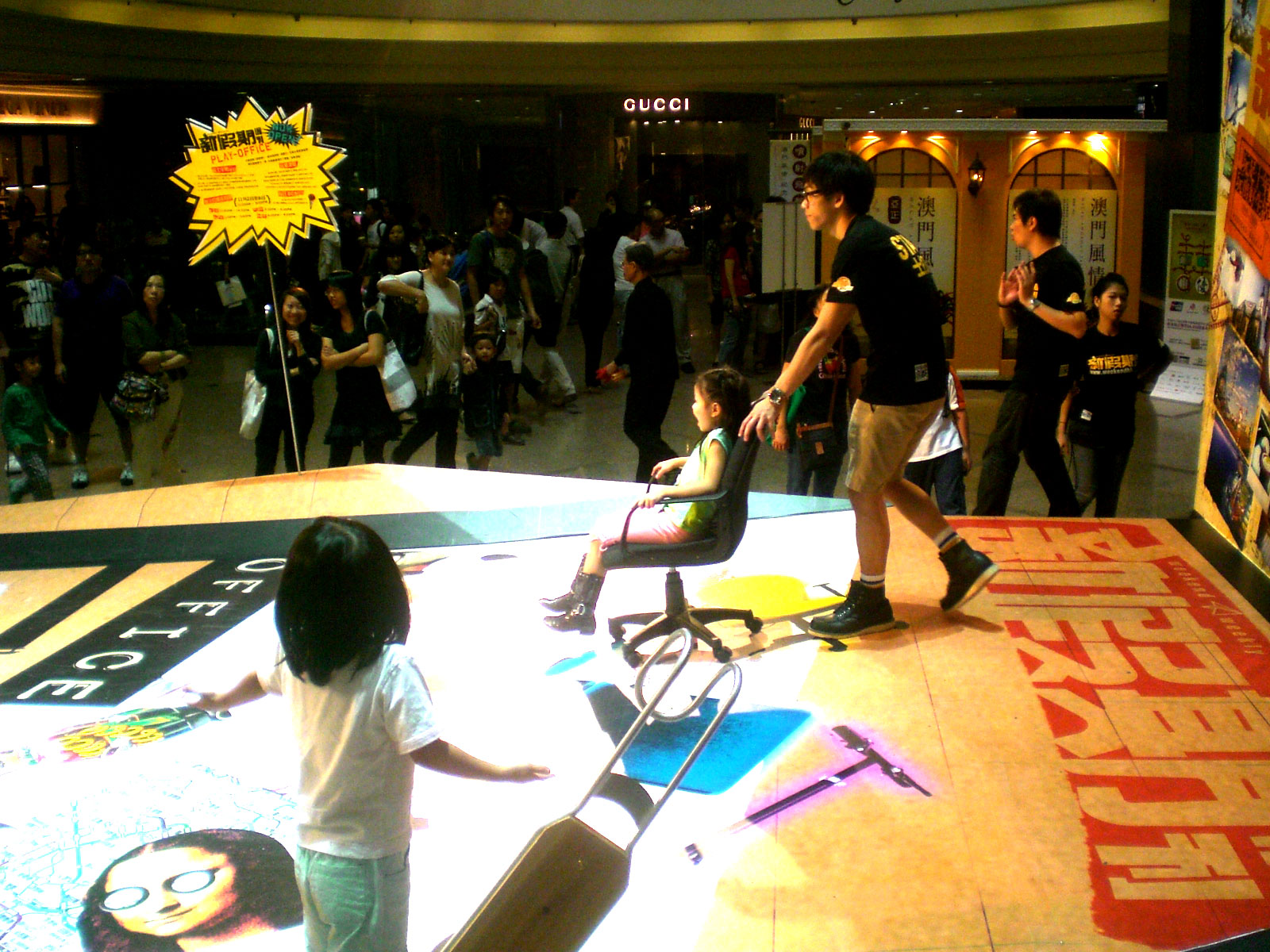
新假期在香港時代廣場展覽

《新假期》（英語：Weekend Weekly），又稱《新假期週刊》，是香港的一本休閒週刊，1999年9月創刊，由英皇集團旗下的新傳企劃出版。2016年10月13日起，《新假期周刊》、《東方新地》、《新Monday》、《more》四本雜誌合併一書，消息指集團裁員過百人。
香港新假期主打旅遊、飲食、消費及吃、喝、玩、樂等鼓吹消費主義，是香港一本受中產及富有一群的讀者喜愛。新假期是英皇集團旗下的一本休閒雜誌，同類競爭者眾多，包括《飲食男女》及《U Magazine》。

## 銷量
自創刊以來，《新假期》一直雄倨同類雜誌市場第一，讀者人數高達237,000+。

## 內容
《新假期》周刊一書兩冊，逢星期一出版，定價港幣12元。自2000年出版眾多旅遊天書，內容覆蓋20多個國家，出版數量超越6百萬本。為全面配合讀者對旅遊、飲食及玩樂的不同需求，《新假期》不定期推出主題性特刊。

## 爭議

### 飲食方面
有部分網民認為《新假期》的食評過份吹捧某幾種食品（如芝士、紫薯、韓式、日系、流心、拉絲、海膽、抹茶）等，再配以誇張字眼或標題，如高鹽、煎炸等食品便形容是「邪惡」；多汁或大件食品便形容是「爆汁」和「超巨型」；受歡迎食品便形容是「必試」。更有不少人批評儘管一些食品大多與韓國和日本飲食文化完全無關，但只要這些食品，例如韓式紫薯火鍋（尤以被新假期標注為“韓式日系”潮流食品後），經《新假期》報導後，價錢便會快速上升，人流亦會猛增，不過這些食物的質素或許就連大家樂這類連鎖快餐店也不如。

## 香港旅遊發展局合作
《新假期》周刊製作一系列文章於官方網站刊登，另有舊城中環一書於香港旅遊發展局派發。

## 外部連結
- 新假期週刊官方網址 （页面存档备份，存于）